# هيو كيارني
هيو كيارني (بالإنجليزية: Hugh Kearney)‏ هو مؤرخ أيرلندي، ولد في 1924، وتوفي في 1 أكتوبر 2017.